# دن ایسیدرو (۱۹۳۹)
دن ایسیدرو (۱۹۳۹) (به انگلیسی: Don Isidro (1939)) یک کشتی بود. این کشتی در سال ۱۹۳۹ ساخته شد.